# Diana Rennik
Diana Rennik (Jekaterinenburg, 25 maart 1985) is een in Rusland geboren Estse kunstschaatsster.
Rennik is actief in het paarrijden en haar vaste sportpartner is Aleksei Saks en zij worden gecoacht door haar ouders Ardo Rennik en Julia Rennik. Rennik en Saks schaatsen samen sinds 2002.
| records             | punten | datum      | toernooi |
| ------------------- | ------ | ---------- | -------- |
| Hoogste totaalscore | 122.59 | 16-03-2005 | WK 2005  |
| Hoogste korte kür   | 43.53  | 14-03-2005 | WK 2005  |
| Hoogste lange kür   | 79.06  | 16-03-2005 | WK 2005  |

## Belangrijke resultaten
| Kampioenschap           | 2002   | 2003 | 2004 | 2005 | 2006 | 2007   |
| ----------------------- | ------ | ---- | ---- | ---- | ---- | ------ |
| Olympische Spelen       |        |      |      |      | 17e  |        |
| Wereldkampioenschap     |        | 19e  | 18e  | 16e  |      | 22e    |
| Europees Kampioenschap  | 17e    | 13e  | 12e  | 11e  | 12e  | 14e    |
| WK Junioren             | 13e    | 15e  |      |      |      |        |
| Nationaal Kampioenschap | Zilver | Goud | Goud | Goud | Goud | Zilver |